# Óleum
Az óleum (H2S2O7) (latinul oleum = "olaj") vagy füstölgő kénsav színtelen, nagy sűrűségű, levegőn füstölgő sav. A kén egyik oxosava. Sói a diszulfátok, régiesen piroszulfátok.

## Előállítása
Óleumot kontakt eljárással készítenek, ahol ként oxidálnak kén-dioxiddá, majd további oxidálással vanádium-pentoxid katalizátor jelenlétében kén-trioxiddá, amit tömény kénsavban oldanak fel.
{\displaystyle \mathrm {S+O_{2}\rightarrow SO_{2}} \,\!}
{\displaystyle \mathrm {2\ SO_{2}+O_{2}\rightleftharpoons 2\ SO_{3}} \,\!}
{\displaystyle \mathrm {H_{2}SO_{4}+SO_{3}\rightarrow H_{2}S_{2}O_{7}} \,\!}

## Felhasználása
Laboratóriumban kén-trioxidot lehet előállítani belőle tiszta üveg készülékben, kétszeres vákuumdesztillációval.

### Kénsavgyártás
Az óleum fontos alapanyaga a kénsavnak. Ugyanis amikor kén-trioxidot oldunk vízben, akkor a lassú oldódás mellett köd képződik, amit nehéz visszaoldani, de amikor a kén-trioxidot kénsavban oldanak, akkor az gyorsan feloldódik ködképződés nélkül. Utána vízzel felhígítják az óleumot, és így nyernek további koncentrált kénsavat.
{\displaystyle \mathrm {H_{2}S_{2}O_{7}+H_{2}O\rightarrow 2\ H_{2}SO_{4}} \,\!}